# قرية أنجليكا (نيويورك)
قرية أنجليكا (بالإنجليزية: Angelica (village), New York)‏ هي منطقة سكنية تقع في الولايات المتحدة في مقاطعة ألليغاني، نيويورك. يقدر عدد سكانها بـ 869 نسمة ومساحتها 5.6 كم2 وترتفع عن سطح البحر 437 متر.

## التركيبة السكانية
حدّد مكتب تعداد الولايات المتحدة بيانات التركيبة السكانية لقرية أنجليكا في تعداد الولايات المتحدة. في ما يلي، التركيبة السكانية حسب تعدادي 2000 و2010.

### تعداد عام 2000
بلغ عدد سكان قرية أنجليكا 903 نسمة بحسب تعداد عام 2000، وبلغ عدد الأسر 366 أسرة وعدد العائلات 243 عائلة مقيمة في القرية. في حين سجلت الكثافة السكانية 162.1 نسمة لكل كيلومتر مربع (419.8/ميل2). وبلغ عدد الوحدات السكنية 409 وحدة بمتوسط كثافة قدره 73.4 لكل كيلومتر مربع (190.1/ميل2).
وتوزع التركيب العرقي للقرية بنسبة 98.01% من البيض و0.78% من الأمريكيين الأصليين و0.11% من الأمريكيين ذوي الأصول الآسيوية و1.11% من عرقين مختلطين أو أكثر و0.44% من الهسبانيون أو اللاتينيون من أي عرق.
بلغ عدد الأسر 366 أسرة كانت نسبة 33.9% منها لديها أطفال تحت سن الثامنة عشر تعيش معهم، وبلغت نسبة الأزواج القاطنين مع بعضهم البعض 52.2% من أصل المجموع الكلي للأسر، ونسبة 12.6% من الأسر كان لديها معيلات من الإناث دون وجود شريك، بينما كانت نسبة 1.6% من الأسر لديها معيلون من الذكور دون وجود شريكة وكانت نسبة 33.6% من غير العائلات. تألفت نسبة 28.1% من أصل جميع الأسر من عدة أفراد يعيشون في نفس المنزل ونسبة 12.6% كانت تتألف من شخص يعيش بمفرده يبلغ من العمر 65 عاماً أو أكثر. وبلغ متوسط حجم الأسرة المعيشية 2.47، أما متوسط حجم العائلات فبلغ 3.04.
بلغ العمر الوسطي للسكان 36.0 عاماً. وكانت نسبة 27.5% من القاطنين تحت سن الثامنة عشر، وكانت نسبة 8.7% بين الثامنة عشر والرابعة والعشرين عاماً، ونسبة 25.6% كانت واقعةً في الفئة العمرية ما بين الخامسة والعشرين والرابعة والأربعين عاماً، ونسبة 24.1% كانت ما بين الخامسة والأربعين والرابعة والستين، ونسبة 14.1% كانت ضمن فئة الخامسة والستين عاماً فما فوق. يوجد لكل 100 أنثى 87.3 ذكر، ويوجد لكل 100 أنثى في الثامنة عشر من عمرها فما فوق 87.7 ذكر.
بلغ متوسط دخل الأسرة في القرية 32,734 دولارًا، أما متوسط دخل العائلة فبلغ 37,500 دولارًا. وكان متوسط دخل الذكور 27,440 دولارًا مقابل 20,893 دولارًا للإناث. وسجل دخل الفرد الخاص بالقرية 15,486 دولارًا. وكانت نسبة 10.2% من العائلات ونسبة 12.5% من السكان تحت خط الفقر، وكان من هؤلاء نسبة 18.1% تحت سن الثامنة عشر ونسبة 8.7% في الخامسة والستين من العمر وما فوق.

### تعداد عام 2010
بلغ عدد سكان قرية أنجليكا 869 نسمة بحسب تعداد عام 2010، وبلغ عدد الأسر 353 أسرة وعدد العائلات 242 عائلة مقيمة في القرية. في حين سجلت الكثافة السكانية 156 نسمة لكل كيلومتر مربع (404.0/ميل2). وبلغ عدد الوحدات السكنية 397 وحدة بمتوسط كثافة قدره 71.3 لكل كيلومتر مربع (184.7/ميل2).
وتوزع التركيب العرقي للقرية بنسبة 97.93% من البيض و0.35% من الأمريكيين الأصليين و1.15% من الأمريكيين ذوي الأصول الآسيوية و0.12% من الأعراق الأخرى و0.46% من عرقين مختلطين أو أكثر و0.69% من الهسبانيون أو اللاتينيون من أي عرق.
بلغ عدد الأسر 353 أسرة كانت نسبة 32% منها لديها أطفال تحت سن الثامنة عشر تعيش معهم، وبلغت نسبة الأزواج القاطنين مع بعضهم البعض 52.4% من أصل المجموع الكلي للأسر، ونسبة 9.3% من الأسر كان لديها معيلات من الإناث دون وجود شريك، بينما كانت نسبة 6.8% من الأسر لديها معيلون من الذكور دون وجود شريكة وكانت نسبة 31.4% من غير العائلات. تألفت نسبة 27.2% من أصل جميع الأسر من عدة أفراد يعيشون في نفس المنزل ونسبة 11.9% كانت تتألف من شخص يعيش بمفرده يبلغ من العمر 65 عاماً أو أكثر. وبلغ متوسط حجم الأسرة المعيشية 2.46، أما متوسط حجم العائلات فبلغ 2.93.
بلغ العمر الوسطي للسكان 41.4 عاماً. وكانت نسبة 24.6% من القاطنين تحت سن الثامنة عشر، وكانت نسبة 7.1% بين الثامنة عشر والرابعة والعشرين عاماً، ونسبة 23% كانت واقعةً في الفئة العمرية ما بين الخامسة والعشرين والرابعة والأربعين عاماً، ونسبة 29.1% كانت ما بين الخامسة والأربعين والرابعة والستين، ونسبة 16.1% كانت ضمن فئة الخامسة والستين عاماً فما فوق. وتوزع التركيب الجنسي للسكان بنسبة 51.1% ذكور و48.9% إناث.